# Konfár Erik
Konfár Erik (Kecskemét, 1996. február 8. –) magyar színész.

## Életpályája
A helyi Katona József Gimnáziumban érettségizett. 2014–2019 között a Színház- és Filmművészeti Egyetem prózai színész szakán tanult, Zsótér Sándor és Börcsök Enikő osztályában. 2019–2020-ban a Miskolci Nemzeti Színház tagja volt.

## Filmes és televíziós szerepei
- Aranyélet (2016)
- Brazilok (2017)
- Kincsem (2017)
- 200 első randi (2018)
- Guerilla (2019)
- Felkészülés meghatározatlan ideig tartó együttlétre (2020)
- Keresztanyu (2021–2022) ...Répás Imi
- Toxikoma (2021) ...Bengál[9]
- A Séf meg a többiek (2022) ...Elnökhelyettes
- Drága örökösök – A visszatérés (2022–2024) ...Répás Imi
- Pokoli rokonok (2025) ...Németh Győző